# Pardosa valida
Pardosa valida este o specie de păianjeni din genul Pardosa, familia Lycosidae, descrisă de Banks, 1893. Conform Catalogue of Life specia Pardosa valida nu are subspecii cunoscute.